# هانز كرونبرجر (فيزيائي)
هانز كرونبرجر  (بالإنجليزية: Hans Kronberger)‏(1920 - 1970) هو فيزيائي بريطاني عمل في هيئة الطاقة الذرية البريطانية وقدم مساهمات هامة في تطوير قنبلة نووية حرارية بريطانية وكذلك في تطوير هندسة الطاقة النووية خاصة في مجال فصل النظائر.